# 巴倫-托列伊湖
50°2′N 115°30′E / 50.033°N 115.500°E
巴倫-托列伊湖（俄语：Барун-Торей），是俄羅斯的湖泊，位於該國南部，由外貝加爾邊疆區負責管轄，長50公里、寬20公里，面積580平方公里，海拔高度597米，最大水深4米。